# Salix dalungensis
Salix dalungensis ist ein kleiner Baum aus der Gattung der Weiden (Salix) mit meist 4 bis 5 Zentimeter langen Blattspreiten. Das natürliche Verbreitungsgebiet der Art liegt in Tibet in der Volksrepublik China.

## Beschreibung
Salix dalungensis wächst  als bis zu 5 Meter hoher Baum. Die Zweige sind anfangs dunkel purpurn, dicht flaumig behaart und haben vorstehende Knoten. Die Laubblätter haben einen bis zu 8 Millimeter langen, flaumig behaarten Blattstiel. Die Blattspreite ist elliptisch, 4 bis 5 Zentimeter lang und 1,4 bis 2 Zentimeter breit. Der Blattrand ist ganzrandig, die Blattbasis ist gerundet oder beinahe gerundet, selten keilförmig, das Blattende ist stumpf, beinahe gerundet oder selten fast spitz. Die Blattoberseite ist fein behaart oder zumindest entlang der Blattadern fein behaart. Die Unterseite ist dicht kurz und seidig behaart.
Männliche Blütenstände sind nicht beschrieben. Weibliche Kätzchen sind dichtblütig, etwa 2 Zentimeter lang und haben einen Durchmesser von 3 Millimetern. Der Blütenstandsstiel ist etwa 5 Millimeter lang und trägt zwei oder drei kleine Blätter. Die Blütenstandsachse ist zottig behaart. Die Tragblätter sind elliptisch bis verkehrt eiförmig, etwa 2 Millimeter lang, spärlich zottig behaart oder an der Unterseite zur gerundeten Spitze hin beinahe kahl. Weibliche Blüten haben eine linealisch-längliche adaxiale Nektardrüse, die etwa ein Viertel bis ein Drittel der Länge der Tragblätter erreicht. Der Fruchtknoten ist etwa 4 Millimeter lang, zottig behaart und sitzend, der Griffel ist etwa 0,5 Millimeter lang und zweilappig, die Narbe ist gespalten. Salix dalungensis blüht im Juni.

## Verbreitung und Ökologie
Das natürliche Verbreitungsgebiet liegt im Autonomen Gebiet Tibet in einer Höhe von etwa 4400 Metern. Dort wächst die Art auf Berghängen. Sie wird an verschiedenen Plätzen auch kultiviert.

## Systematik
Salix dalungensis ist eine Art aus der Gattung der Weiden (Salix) in der Familie der Weidengewächse (Salicaceae). Dort wird sie der Sektion Sclerophyllae zugeordnet. Sie wurde 1974 von Wang Zhan und Fu Pei Yun in den Acta Phytotaxonomica Sinica wissenschaftlich beschrieben. Synonyme sind keine bekannt.